# Papilio lormieri
Papilio lormieri är en fjärilsart som beskrevs av William Lucas Distant 1874. Papilio lormieri ingår i släktet Papilio och familjen riddarfjärilar.
Artens utbredningsområde är Tanzania. Inga underarter finns listade i Catalogue of Life.